# Église Saint-Florent-et-Saint-Honoré de Til-Châtel
L'église Saint-Florent-et-Saint-Honoré est une église catholique située à Til-Châtel, en France.

## Localisation
L'église Saint-Florent-et-Saint-Honoré est située dans le département français de la Côte-d'Or, sur la commune de Til-Châtel.

## Historique

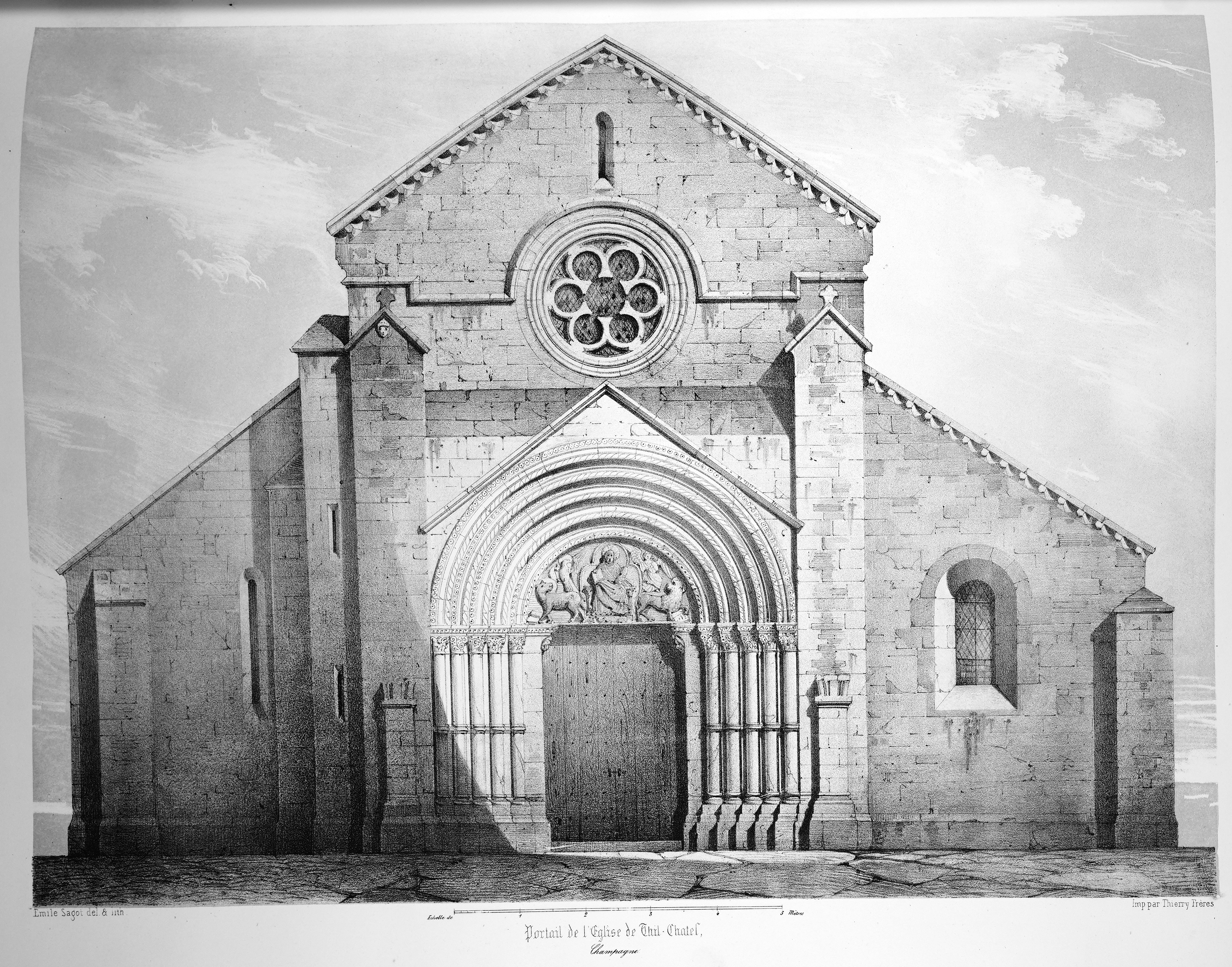
Son portail principal en 1855.

La première mention d'une église à Til remonte à 801. En 1033 l'évêque de Langres, dont la paroisse dépendait,  offrit à Saint-Étienne de Dijon d'y fonder un prieuré de chanoines réguliers.

## Description
L'église se présente sur un plan assez classique d'une croix latine, formée d'une nef flanquée de bas-côtés, transept saillants et chœur à trois absides, couverte d'un berceau percé de lunettes.
La construction de l'ensemble paraît commencé plutôt dans le second quart du XIIe siècle, par le chevet, pour s'achever avec les bas-côté et les voûtes de la nef dans les années 1180-90. Ses sculptures s'apparentent aux productions romanes dijonnaises de la période, signe d'un lien plus fort avec Saint-Étienne qu'avec le diocèse.
L'édifice connut de nombreuses restaurations. Du XVe siècle datent les voûtes gothiques du chœur et du transept. D'autres travaux datent du XVIIe siècle.
Au XIXe siècle Violet-le-Duc promeut une restauration, entreprise par son gendre Ouradou, qui modifia l'édifice en profondeur. Murs des bas-côtés, voûtes, sculptures sont largement reprises, les modifications des XVe et XVIIe siècles sont escamotées au nom de l'unité stylistique.
Quelques chapiteaux et sculptures des portails ont tout de même survécu, et confèrent un intérêt certain à l'édifice.

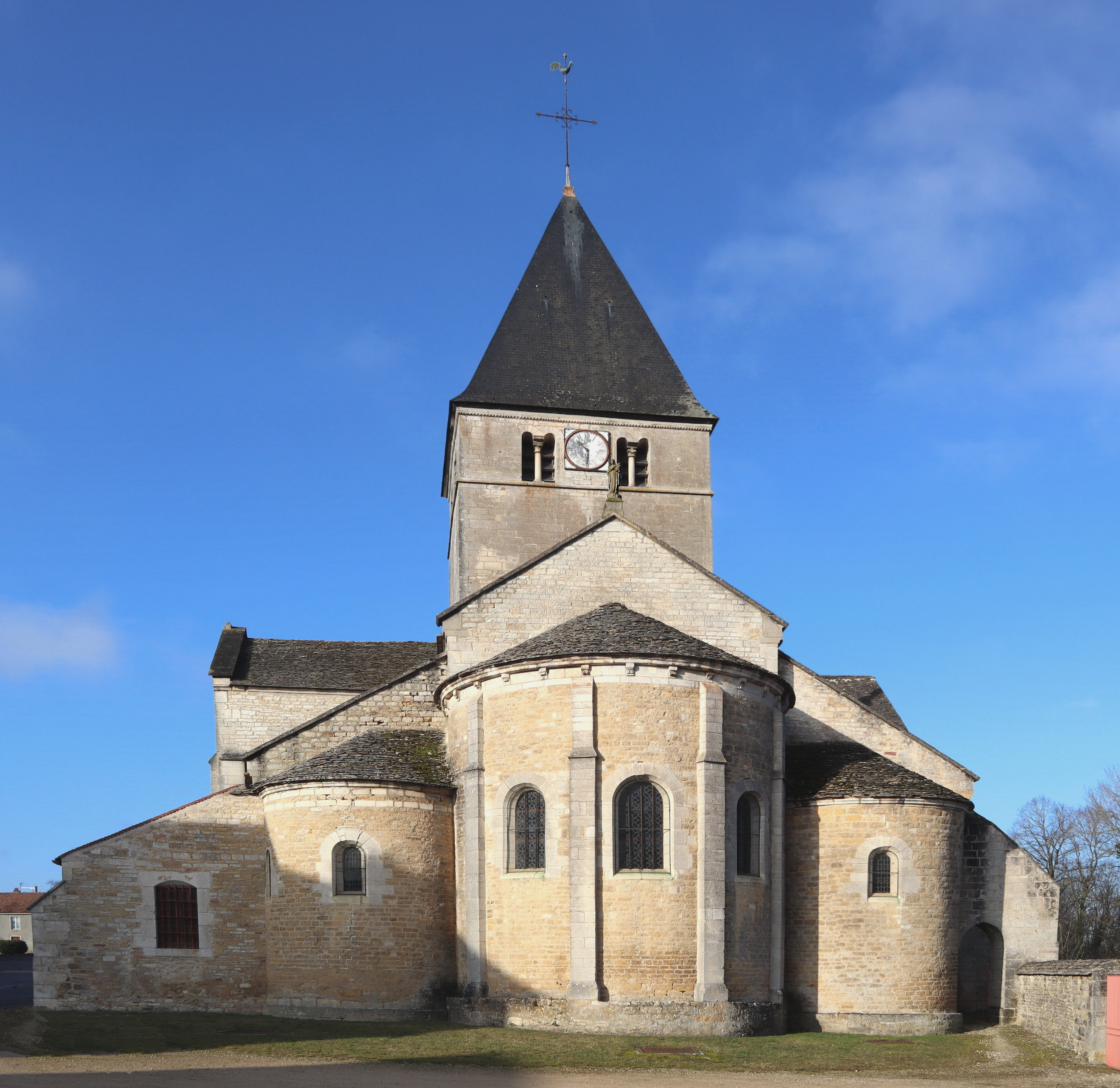
Vue est
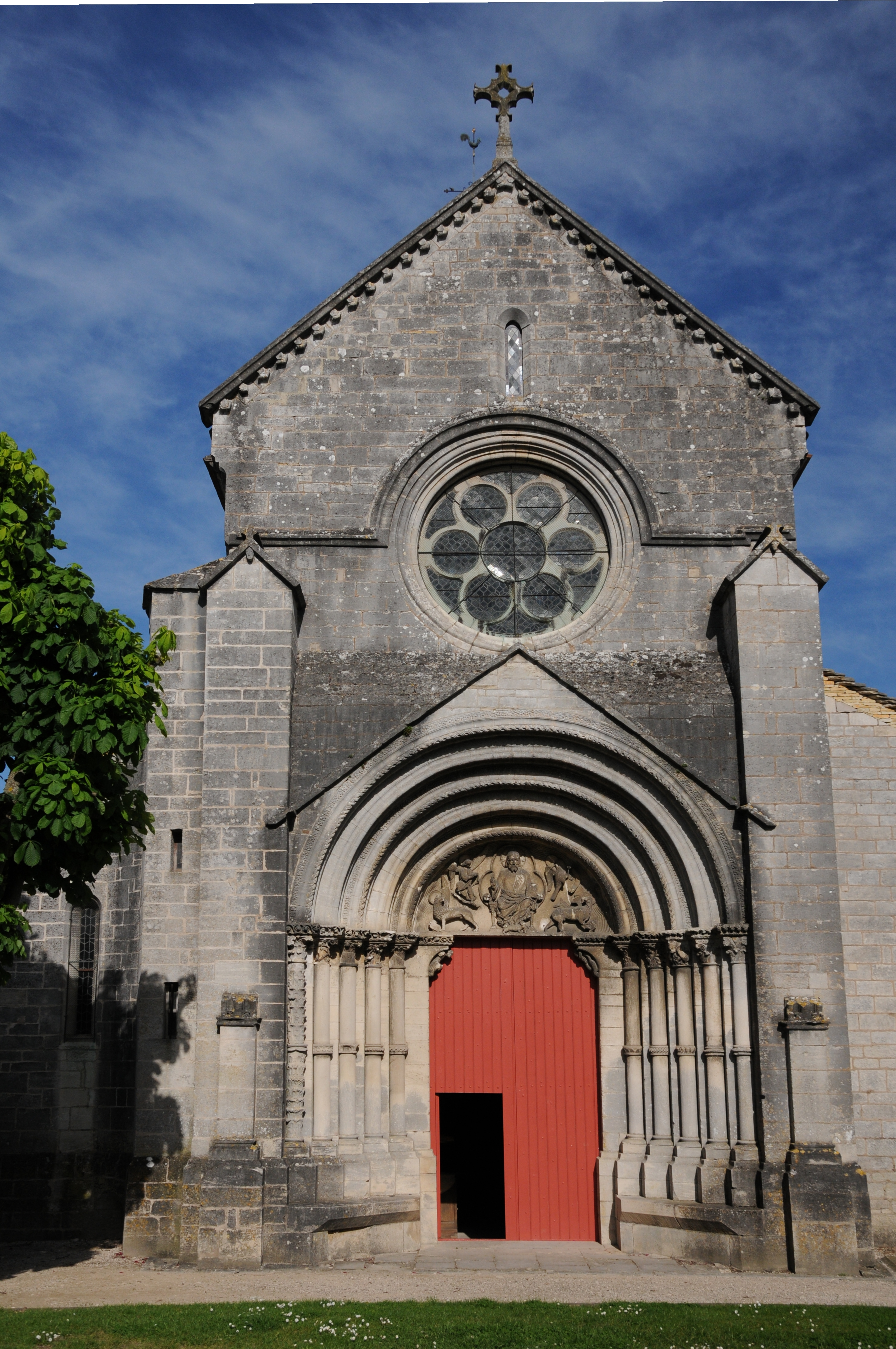
Portail (ouest)
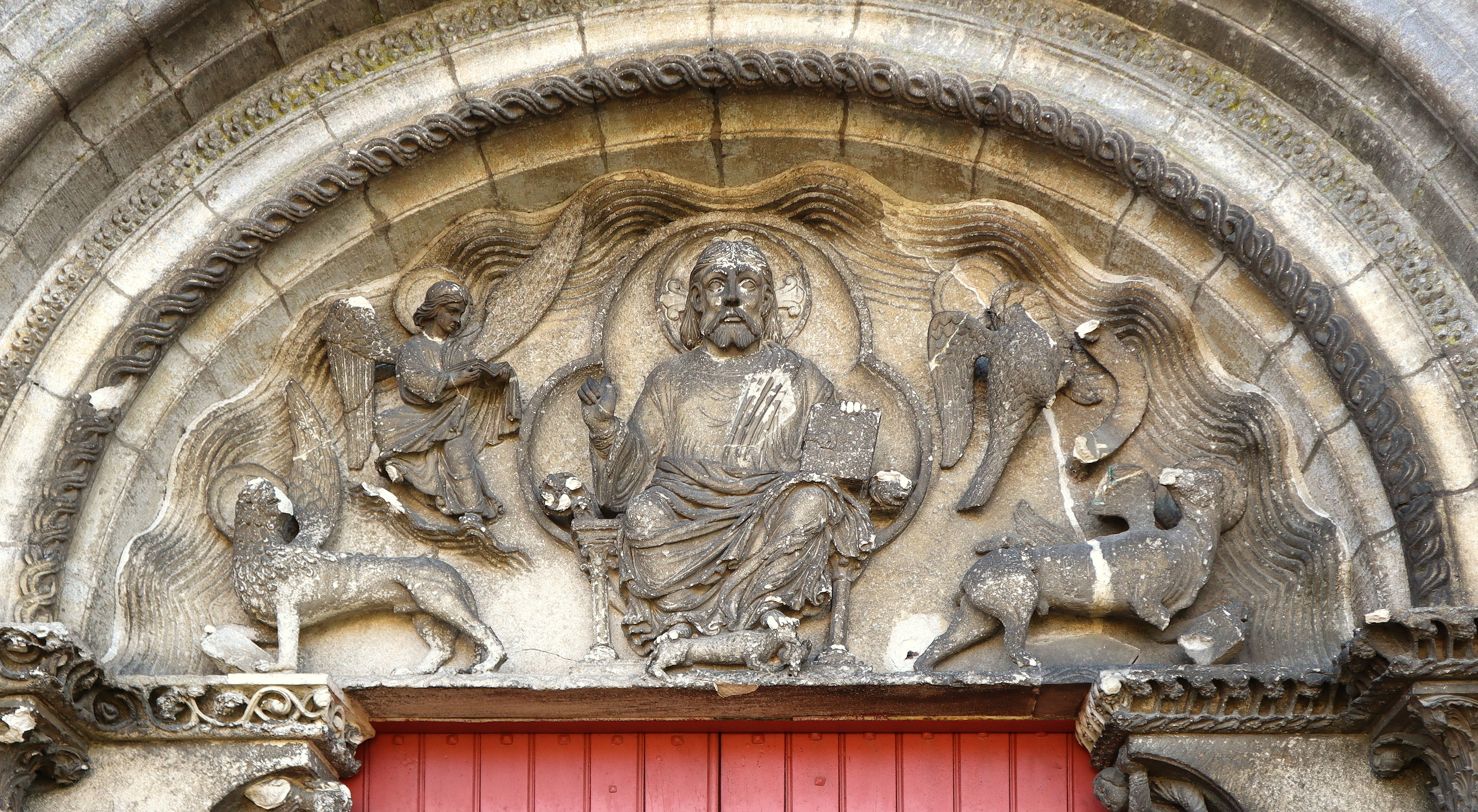
Tympan
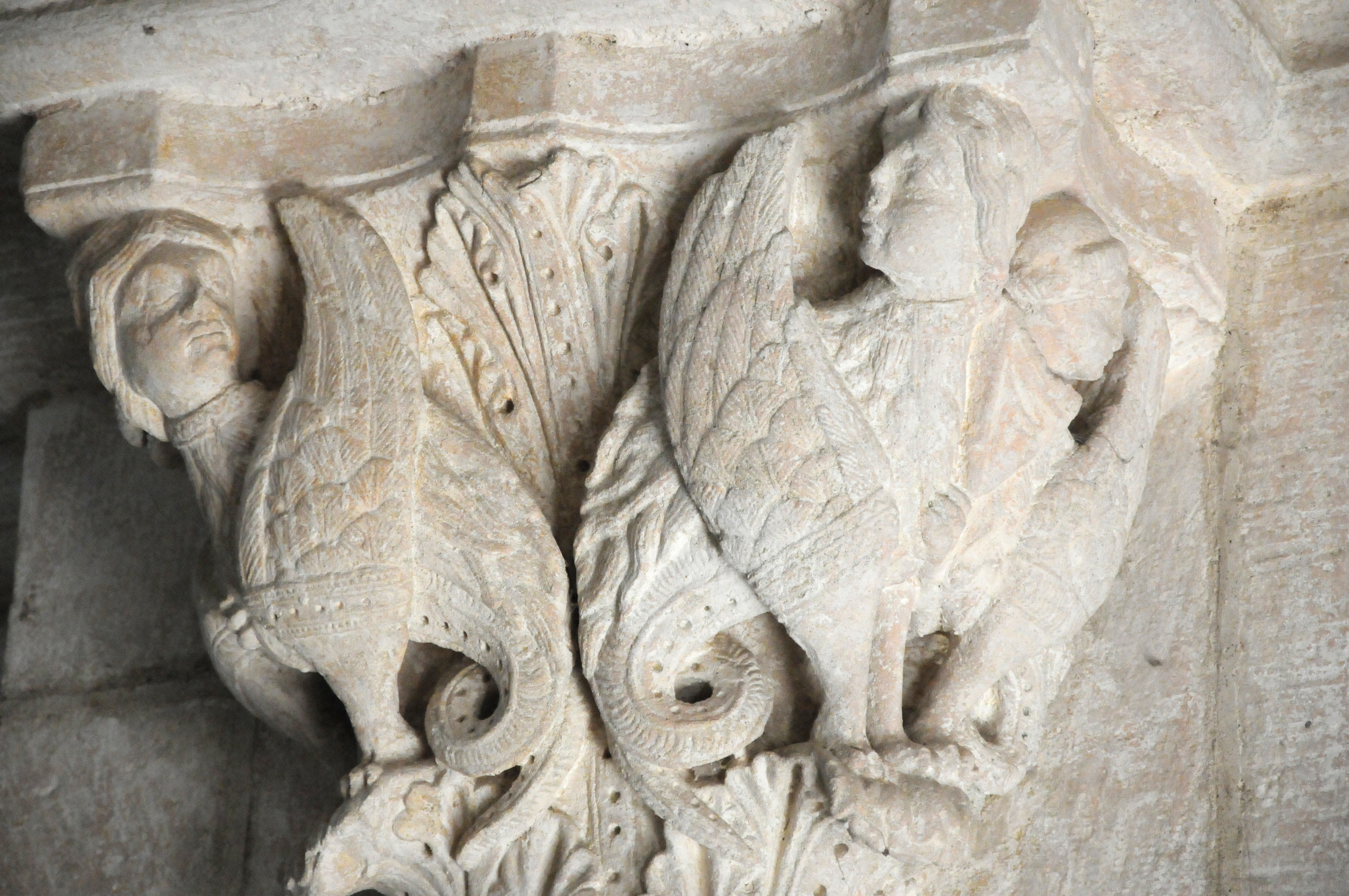
Chapiteau
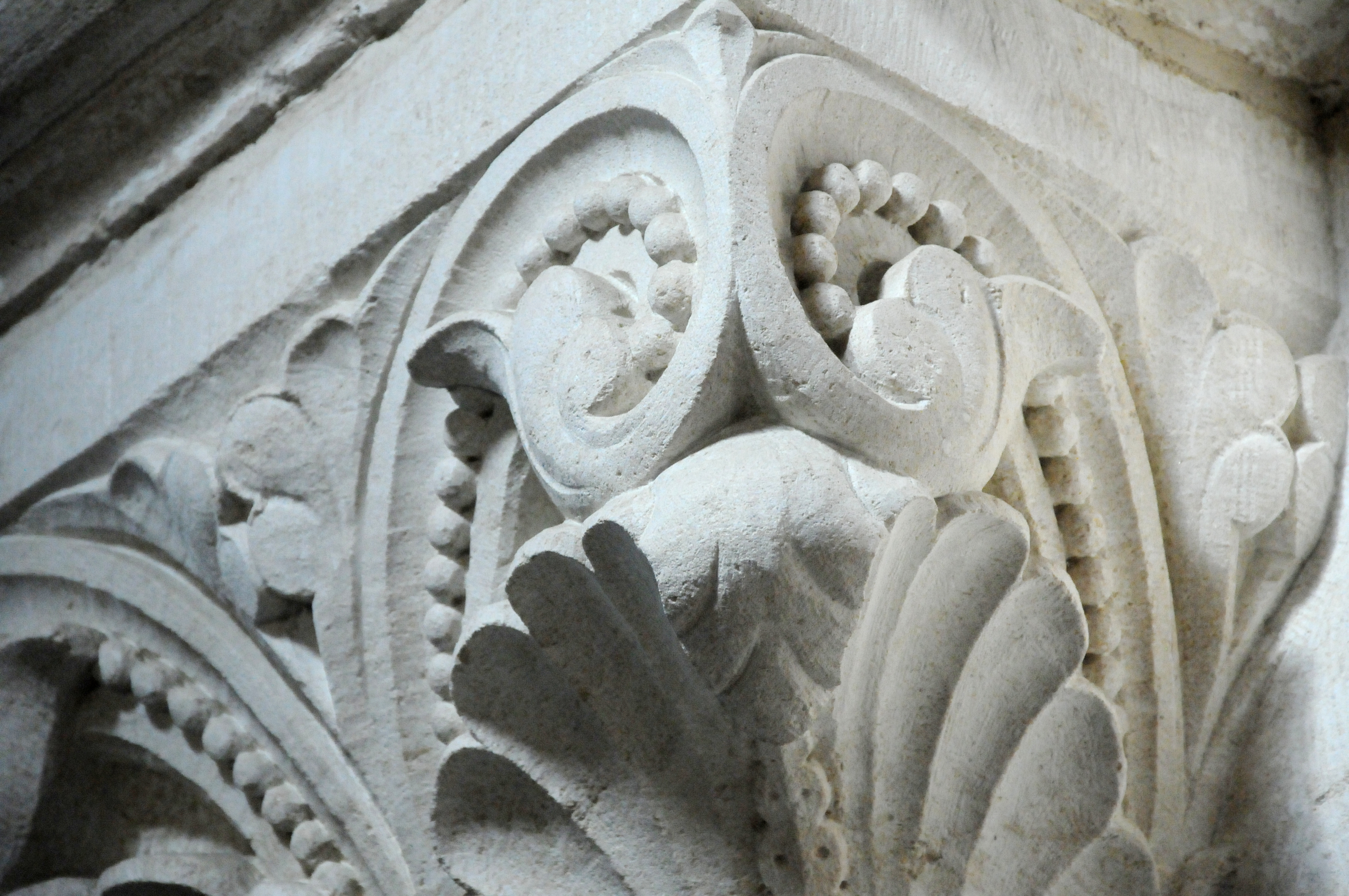
Chapiteau
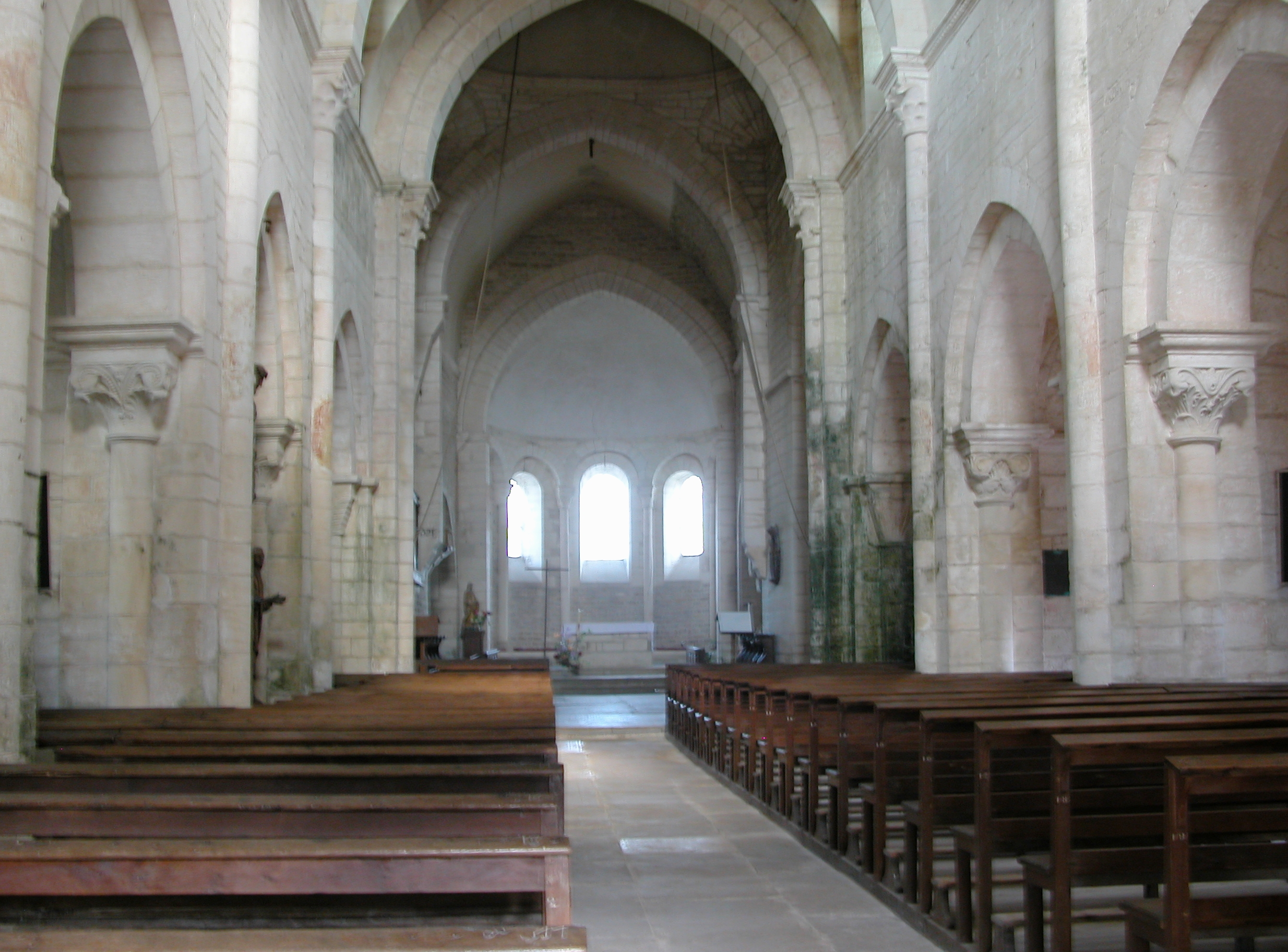
Nave: vue est
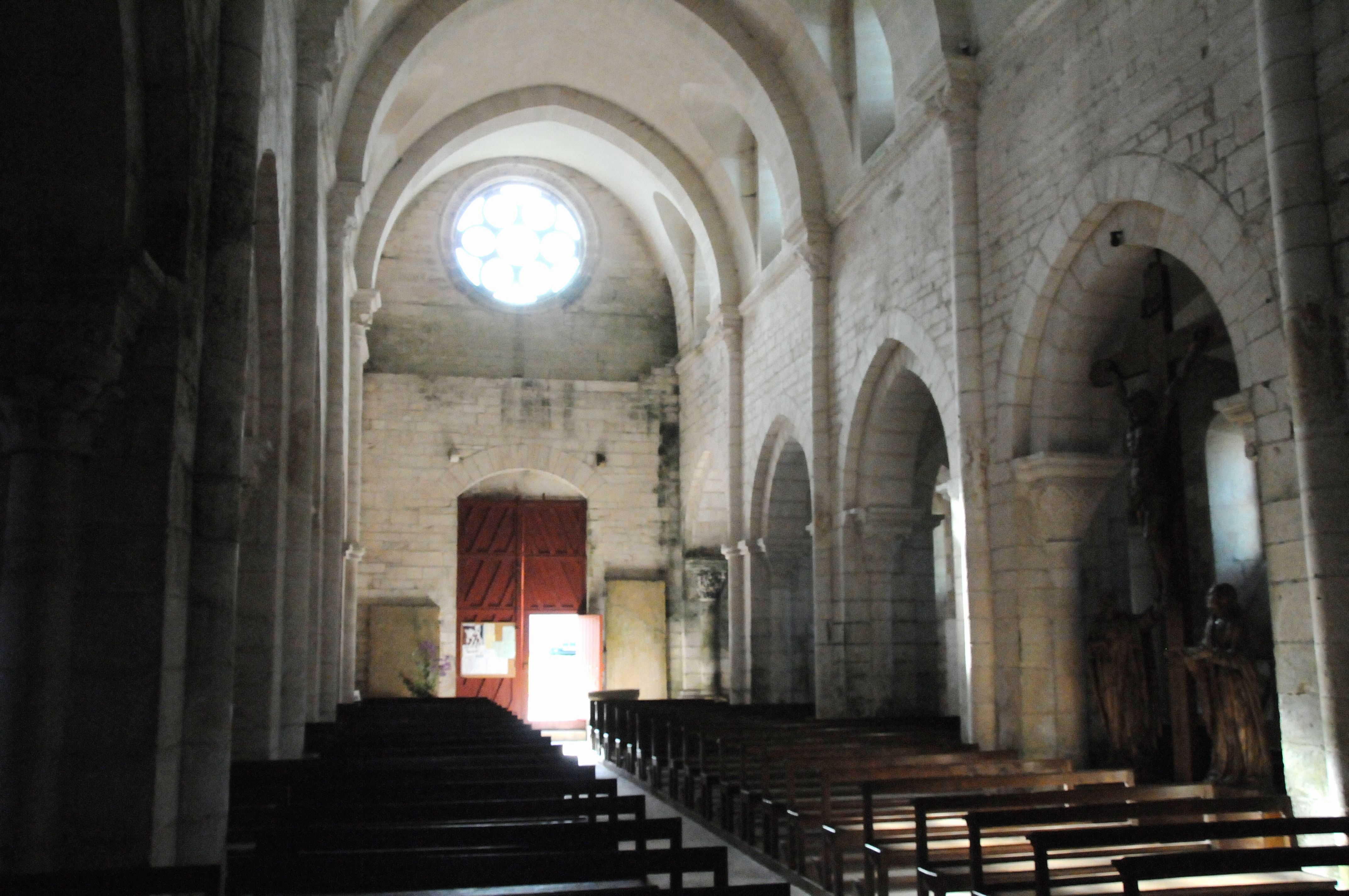
Nave: vue ouest

## Protection
L'église Saint-Florent-et-Saint-Honoré est classée au titre des monuments historiques en 1862.